# Anapurus
Anapurus este un oraș în unitatea federativă Maranhão, Brazilia.